# Unione economica e monetaria
Un'unione economica e monetaria è un insieme di Stati nel quale vige un mercato unico con una moneta comune in seguito ad un accordo commerciale, rappresentando il quinto stadio dell'integrazione economica; si distingue dalla mera unione monetaria (ad esempio l'Unione monetaria latina nel XIX secolo) la quale non prevede l'obiettivo del mercato unico.

## Elenco delle unioni economiche e monetarie

### Esistenti
- La maggiore unione economica e monetaria a livello mondiale è la Zona euro, che è formata dai paesi membri dell'Unione europea che hanno completato il terzo stadio dell'UEM adottando l'euro.

### Proposte
- Unione economica e monetaria della Comunità Caraibica (CARICOM)
- Unione economica e monetaria della Comunità economica degli Stati dell'Africa occidentale (ECOWAS)
- Unione economica e monetaria della Comunità dell'Africa orientale (EAC), prevista nel 2009
- Unione economica e monetaria del Consiglio di cooperazione del Golfo (GCC), prevista nel 2010
- Unione economica eurasiatica, prevista nel 2014[1]
- Unione economica e monetaria del Comunità di sviluppo dell'Africa meridionale (SADC), prevista nel 2016
- Unione economica e monetaria della Unione delle nazioni sudamericane (UNASUL), prevista nel 2019
- Unione economica e monetaria della Comunità economica africana (AEC), prevista nel 2028

### Estinte
- L'Unione economica e monetaria del Belgio e Lussemburgo, creata nel 1921 e conclusasi con l'ingresso dei due paesi prima nel Benelux e poi nell'Eurozona